# Джорджевич, Младжан
Младжан Джоржевич ( серб. кир. Млађан Ђорђевић ; Призрен, 1963) — сербский политик и бизнесмен, который с 2007 по 2008 год работал советником по Косово и Метохии 3-го президента Сербии Бориса Тадича, а также заместителем министра без портфеля, отвечавшим за национальный инвестиционный план. Его описывают как человека, имеющего прочные связи с Россией и фракциями Сербской православной церкви.

## Биография

### Ранние годы
Джордевич родился в 1963 году в Призрене, который в то время был частью Социалистической Федеративной Республики Югославии. Окончил факультет политических наук Белградского университета.
Джордевич был одним из организаторов студенческих демонстраций 1992 года против Слободана Милошевича.
По словам Драгана Джиласа, шафера Джордевича, он его хороший друг. Он был соучредителем Direct Media в апреле 2001 года. Джорджевич также был одним из совладельцев компании MD International, которую Джилас основал в Чешской Республике в 1995 году.

### Политическая карьера
Джорджевич является одним из основателей гуманитарной организации «Наша Сербия». Организация сотрудничала с Русской православной церковью, Российским институтом стратегических исследований и Фондом социальных и культурных инициатив, основанным бывшей первой леди России Светланой Медведевой. Banca Intesa, Delta Bank и Grand Casino были среди доноров организации.
Джорджевич был заместителем директора Народной канцелярии президента Республики с 2004 по 2007 год, когда директором был Драган Джилас, а с 2007 по 2008 год Джордевич был заместителем Джиласа в бытность его министром по инвестиционному плану. Он также был советником по Косово и Метохии 3-го президента Сербии Бориса Тадича.
В мае 2010 года тогдашний премьер-министр Черногории и лидер Демократической партии социалистов (ДПС) Мило Джуканович описал его как человека, которому поручено помогать оппозиции в Черногории.
Он был секретарем Совета по делам сербов в регионе и диаспоре, участниками которой были президент, премьер-министр, компетентные министры и епископ Григорий (Дурич).
С 2018 года Джорджевич активно участвует в Альянсе за Сербию, оппозиционном политическом союзе, созданном с целью свержения Александра Вучича и Сербской прогрессивной партии. Альянс в конце концов распался в сентябре 2020 года, и Джорджевич основал новое политическое движение под названием «Освобождение». Он ездил по Сербии и встречался с бывшими и активными членами как правящей, так и оппозиционных партий, желая собрать всех, кто недоволен ситуацией по обе стороны политического спектра.
14 октября «Освобождение» провела первый сбор в Орашаце, в месте начала Первого сербского восстания. По его словам, они собрались на том самом месте, когда в 1804 году началось освобождение Сербии, потому что «у каждого серба есть дух Караджорджа, и эту искру нужно высвободить в такие трудные времена». Джорджевич заявил, что они против соглашения, признания Косово или членства Косово в Организации Объединенных Наций. Он добавил, что для Косово нет быстрого решения, и что решение записано в Конституции Сербии и резолюции 1244. Было также объявлено, что «Освобождение» «начнет своего рода серию переговоров с гражданами по всей Сербии, чтобы собрать всех свободолюбивых людей на широком фронте, который будет противостоять преступлению и автократии Вучича». Эта встреча была названа началом избирательной кампании по выборам президента Сербии 2022 года.

## Внешняя ссылка
- официальный аккаунт Twitter